# 公子牙 (齐国)
公子牙（?—?），春秋时代齐国的公子，父亲是齐灵公、母亲是仲子。齐灵公宠爱戎子，让戎子抚养公子牙。戎子请以公子牙为太子，废太子光。仲子以为不可废长立幼，而且太子光在诸侯间声望很高，废之不祥。齐灵公不听，将太子光放逐东海，以公子牙为太子，高厚为公子牙的太子太傅，夙沙卫少傅。
前554年，齐灵公临死前，崔杼迎回太子光，杀死戎子，陈尸于朝堂。六月底，齐灵公驾薨，太子光即位为齐庄公，执公子牙于句渎之丘。八月杀高厚，十一月杀死在高唐叛乱的夙沙卫。